# Laboulbène
Laboulbène é uma comuna francesa na região administrativa de Occitânia, no departamento de Tarn. Estende-se por uma área de 4,65 km². Em 2010 a comuna tinha 152 habitantes (densidade: 32,7 hab./km²).